# Надручей
Надручей — деревня в Холмогорском районе Архангельской области.

## География
Находится в центральной части Архангельской области на расстоянии приблизительно 3 км на юг по прямой от районного центра села Холмогоры на левом берегу протоки Бояр-Курья реки Северная Двина.

## История
В 1859 году здесь (тогда деревня Столбовская Холмогорского уезда Архангельской губернии) было учтено 8 дворов, в 1905 —16. До 2022 года входила в Матигорское сельское поселение до его упразднения.

## Население
Численность населения: 34 человека (1859 год), 68 (1905), 376 (русские 99 %) в 2002 году, 238 в 2010.